# 훌리오 알바레스
훌리오 알바레스(스페인어: Julio Álvarez)는 베네수엘라의 전 축구 선수이다. 현역 시절 미드필더로 활약했다. 본명은 훌리오 알바레스 모스케라(스페인어: Julio Álvarez Mosquera)이다.